# Điềm mật mật (bài hát)
"Điềm mật mật" (tiếng Trung: 甜蜜蜜; bính âm: Tián Mì Mì; nghĩa đen "ngọt ngào") là một bài hát tiếng Quan Thoại năm 1979 của Đặng Lệ Quân. Lời bài hát được viết bởi Trang Nô với phần nhạc từ bản dân ca "Dayung Sampan" của Indonesia. Bộ phim Điềm mật mật được đặt theo tên bài hát.

## Thu âm
Năm 1978, khi đang lưu diễn ở Đông Nam Á, Đặng Lệ Quân đã sản xuất bản cover "Dayung Sampan" bằng tiếng Indonesia, một bài hát nổi tiếng ở Indonesia và Singapore. Năm 1979, cô bị bắt tại Nhật Bản và bị trục xuất đến Hồng Kông vì sử dụng hộ chiếu Indonesia, Nhật Bản phát hiện được lấy từ đại sứ quán Indonesia tại Hồng Kông trong những trường hợp đáng ngờ. Lo sợ bị phạt ở Đài Loan, nơi đang nằm dưới chế độ vào thời điểm đó, vì đã sử dụng hộ chiếu Indonesia, không thể trở lại Nhật Bản và ở lại Hồng Kông, cô đã đến Hoa Kỳ và trở thành sinh viên của Đại học Nam California. Để hoàn thành hợp đồng, cô đã sáng tác bản cover "Dayung Sampan" bằng tiếng Trung trong khi học, sau đó trở thành Tian mi mi. Trang Nô (莊奴, 1922–2016), một nhạc sĩ người Đài Loan, đã viết lời bài hát trong khoảng năm phút. Bài hát gắn liền với tiếng hát Đặng Lệ Quân, sau này được nhiều nghệ sĩ thể hiện.